# Pieter van den Hoogenband
Pieter Cornelis Martijn van den Hoogenband (Maastricht, 14 maart 1978) is een voormalige Nederlandse zwemmer, drievoudig olympisch kampioen, zestienmaal Europees kampioen en eenmaal wereldkampioen.

## Carrière
Van den Hoogenband werd geboren in Maastricht, maar hij groeide op in Geldrop, waar hij lid werd van de zwemvereniging PSV Zwemmen en waterpolo. Zijn vader, Cees-Rein van den Hoogenband, was chirurg in het St. Anna Ziekenhuis te Geldrop en hoofd medische begeleiding bij voetbalclub PSV. Zijn moeder, Astrid van den Hoogenband-Verver, was een succesvol zwemster. Zij zwom in 1970 en 1971 Nederlandse records op de 800 meter, 400 meter en 4×100 meter vrije slag.
In 1993 behaalde hij zijn eerste successen bij de Jeugd Olympische Dagen in Eindhoven. Drie jaar later brak hij internationaal door. Als achttienjarige verraste hij in Atlanta door zowel op de 100 als op de 200 meter vrije slag als vierde te eindigen bij de Olympische Spelen van 1996.
Na het winnen van zes gouden medailles bij de EK zwemmen van 1999 in Istanboel, was hij een van de favorieten voor de Olympische Spelen van 2000 in Sydney. Hij was niet de enige; op de 200 meter vrije slag ontmoette hij de Australische Ian Thorpe, de favoriet van het gastland Australië. Van den Hoogenband, bijgenaamd The Dutch Dolphin, zette een wereldrecord neer in de halve finales, waarop Thorpe twee honderdste toegaf. Met dezelfde tijd won Van den Hoogenband de gouden medaille. Daarmee werd hij de eerste Nederlandse man die olympisch goud bij het zwemmen won.
Op de 100 meter vrije slag realiseerde hij eveneens een wereldrecord en won Van den Hoogenband de gouden medaille, waarmee hij de kampioen van 1992 en 1996, Alexander Popov, versloeg. Hij behaalde nog tweemaal brons, op de 50 meter vrij en als slotzwemmer van estafetteploeg op de 4 × 200 meter vrije slag. Vier jaar later, bij de Olympische Spelen van 2004 in Athene, prolongeerde Van den Hoogenband zijn titel op de 100 vrij, na een spannend gevecht met Roland Mark Schoeman uit Zuid-Afrika. Op 'de 200' moest hij voorrang verlenen aan zijn concurrent Thorpe.
In het voorjaar van 2005 bleek Van den Hoogenband dermate geblesseerd aan zijn rug dat hij een hernia-operatie moest ondergaan. Die ingreep slaagde, maar betekende wel dat hij de wereldkampioenschappen in Montreal aan zich voorbij moest laten gaan. Tijdens de US Open in Auburn maakte Van den Hoogenband zijn rentree met een overtuigende 1.46,23 op de 200 meter vrije slag. Hiermee bleef hij de Amerikaan Klete Keller meer dan een seconde voor. In de series eerder die dag was zijn rentree eigenlijk al geslaagd toen zijn 1.47,87 al genoeg bleek om aan de limiet te voldoen voor de Europese zwemkampioenschappen die in 2006 in het Hongaarse Boedapest werden gehouden. Ook op de 100 meter vrije slag wist "VDH" direct te voldoen aan de gestelde limiet. Met zijn tijd van 49,34 werd hij tweede achter de Amerikaan Nicolas Brunelli.
Op 29 maart 2007 werd hij 6e op de 100 meter vrije slag op de WK in Australië.
Op de EK zwemmen 2008 in Eindhoven behaalde Van den Hoogenband een bronzen medaille op de estafetteafstand 4 × 100 meter vrije slag. Van den Hoogenband kon niet deelnemen aan de individuele nummers (alleen aan de series 200 meter vrije slag). Hij had te kampen met koorts en mogelijk griep. Op dit toernooi werd tevens zijn wereldrecord op de 100 meter vrije slag verbeterd.
Op de Olympische Spelen van 2008 in Peking was Van den Hoogenband oorspronkelijk van plan uit te komen op de 100 en 200 meter vrije slag. Vlak voor de Spelen liet hij echter weten dat hij de 200 meter vrije slag liet schieten om alles te zetten op een gouden medaille op de 100 meter vrije slag. Dat is niet gelukt; hij werd vijfde. Wel was hij de enige zwemmer uit de finale van Athene 2004 die wederom de finale haalde.
Na de Olympische Spelen stopte hij als professioneel zwemmer; hij nam op 7 december 2008 afscheid.

## Carrière na het zwemmen
Tijdens de Olympische Zomerspelen 2020 in Tokio was Van den Hoogenband chef de mission van de Nederlandse olympische ploeg. Hij was dat ook bij de  Olympische Zomerspelen 2024 in Parijs. Deze laatste Spelen waren de meest succesvolle voor Nederland ooit. Met 34 medailles waarvan 15 goud eindigde Nederland op de zesde plaats in het medailleklassement.
Ook is Van den Hoogenband oprichter en voorzitter van de Stichting Topsport Community.

## Eerbetoon
Voor zijn prestaties in het zwemmen werd Van den Hoogenband op verschillende manieren geëerd:
- Hij is ereburger van de gemeente Geldrop-Mierlo.
- Hij is sinds 26 augustus 2008 ereburger van Eindhoven.[6]
- Bij zijn afscheid werd Nationaal Zwemcentrum de Tongelreep omgedoopt tot het Pieter van den Hoogenband Zwemstadion.
- De Zweedse electroband Gentle Touch schreef een nummer getiteld Pieter van den Hoogenband.

### Onderscheidingen
- Ridder in de Orde van de Nederlandse Leeuw - 2000
- 's Werelds Zwemmer van het Jaar - 2000
- Europees Sportman van het Jaar - 2000
- Europees Zwemmer van het Jaar - 1999, 2000, 2002, 2004
- Nederlands Sportman van het Jaar - 1999, 2000, 2004
- Fanny Blankers-Koen Carrièreprijs 2010

## Privé
Pieter van den Hoogenband is op 16 september 2016 getrouwd met Marie-José Crooijmans. Hij heeft vier kinderen, van wie twee uit een eerder huwelijk. In 2008 lag een biografie van Van den Hoogenband klaar, geschreven door Hans Vandeweghe, maar vlak voor de geplande publicatie werd daar na onderling overleg van afgezien.

## Titels
- Olympisch kampioen 100 meter vrije slag (Lange Baan) - 2000, 2004
- Olympisch kampioen 200 meter vrije slag (Lange Baan) - 2000
- Wereldkampioen 4 × 200 meter vrije slag (Korte Baan) - 1999
- Europees kampioen 50 meter vrije slag (Lange Baan) - 1999
- Europees kampioen 100 meter vrije slag (Korte Baan) - 1999, 2003
- Europees kampioen 100 meter vrije slag (Lange Baan) - 1999, 2002
- Europees kampioen 200 meter vrije slag (Korte Baan) - 1998, 1999, 2001, 2003
- Europees kampioen 200 meter vrije slag (Lange Baan) - 1999, 2002, 2006
- Europees kampioen 50 meter vlinderslag (Lange Baan) - 1999
- Europees kampioen 4 × 50 meter vrije slag (Korte Baan) - 1998, 2003
- Europees kampioen 4 × 100 meter vrije slag (Lange Baan) - 1999
- Nederlands kampioen 50 meter vrije slag (Lange Baan) - 1997, 1999, 2000, 2006, 2007, 2008
- Nederlands kampioen 100 meter vrije slag (Lange Baan) - 1995, 1997, 1998, 1999, 2000, 2001, 2006, 2007, 2008
- Nederlands kampioen 200 meter vrije slag (Lange Baan) - 1994, 1995, 1997, 1998, 1999, 2000, 2002, 2007, 2008
- Nederlands kampioen 400 meter vrije slag (Lange Baan) - 1994, 2001, 2002, 2003
- Nederlands kampioen 1500 meter vrije slag (Lange Baan) - 1994
- Nederlands kampioen 50 meter vlinderslag (Lange Baan) - 1996, 1997, 1998, 1999, 2007
- Nederlands kampioen 100 meter vlinderslag (Lange Baan) - 2001, 2003, 2006, 2007
- Nederlands kampioen 50 meter vrije slag (Korte Baan) - 1995, 1999, 2007
- Nederlands kampioen 100 meter vrije slag (Korte Baan) - 1995, 1997, 1999, 2007
- Nederlands kampioen 200 meter vrije slag (Korte Baan) - 1994, 1995, 1999, 2002, 2007
- Nederlands kampioen 400 meter vrije slag (Korte Baan) - 1997
- Nederlands kampioen 50 meter vlinderslag (Korte Baan) - 1999
- Nederlands kampioen 50 meter vrije slag (Sprint) - 1995
- Nederlands kampioen 50 meter vlinderslag (Sprint) - 1995

Van den Hoogenband heeft in totaal 54 Nederlandse titels behaald: 38 langebaan-, 14 kortebaan- en 2 sprinttitels.

## Persoonlijke records
| Afstand | Slag        | Bad      | Tijd         | Jaar | Wedstrijd                       |
| ------- | ----------- | -------- | ------------ | ---- | ------------------------------- |
| 100     | vlinderslag | 25 m bad | 52,80        | 2002 | Worldcup Melbourne              |
| 50      | vlinderslag | 25 m bad | 23,62        | 1999 | Staalunie Gala Dordrecht        |
| 100     | vrije slag  | 25 m bad | 46,81 (NR)   | 2003 | EK Dublin                       |
| 200     | vrije slag  | 25 m bad | 1.41,89 (NR) | 2003 | EK Dublin                       |
| 400     | vrije slag  | 25 m bad | 3.43,44      | 2002 | Worldcup New York               |
| 50      | vrije slag  | 25 m bad | 21,65        | 2001 | EK Antwerpen                    |
| 100     | vlinderslag | 50 m bad | 54,16        | 2001 | NK Eindhoven                    |
| 50      | vlinderslag | 50 m bad | 23,88        | 1999 | EK Istanbul                     |
| 100     | vrije slag  | 50 m bad | 47,68 (NR)   | 2008 | OS Beijing                      |
| 1500    | vrije slag  | 50 m bad | 16.00,06     | 1995 | Achtlanden Jeugd London         |
| 200     | vrije slag  | 50 m bad | 1.44,89 (NR) | 2002 | EK Berlijn                      |
| 400     | vrije slag  | 50 m bad | 3.47,20      | 2002 | NK Amersfoort                   |
| 50      | vrije slag  | 50 m bad | 22,03        | 2000 | OS Sydney                       |
| 400     | wisselslag  | 50 m bad | 4.38,20      | 1998 | Kringkampioenschappen Eindhoven |

## Prestatieontwikkeling in 50 meterbad
| Jaar | 50 vlinder | 50 vrij | 100 vrij | 200 vrij |
| ---- | ---------- | ------- | -------- | -------- |
| 1988 | -          | -       | 1.09.16  | -        |
| 1989 | -          | 0.28.80 | 1.04.14  | 2.20.80  |
| 1990 | -          | 0.27.70 | 0.59.28  | 2.10.33  |
| 1991 | -          | 0.27.00 | 0.57.15  | 2.02.61  |
| 1992 | -          | 0.25.40 | 0.54.70  | 2.00.20  |
| 1993 | -          | 0.23.90 | 0.52.60  | 1.55.49  |
| 1994 | 0.25.70    | 0.23.70 | 0.50.85  | 1.52.47  |
| 1995 | 0.25.40    | 0.22.77 | 0.50.32  | 1.48.78  |
| 1996 | 0.25.19    | 0.22.67 | 0.49.13  | 1.48.36  |
| 1997 | 0.24.83    | 0.23.02 | 0.50.09  | 1.48.59  |
| 1998 | 0.24.37    | 0.22.78 | 0.49.59  | 1.47.34  |
| 1999 | 0.23.88    | 0.22.06 | 0.48.35  | 1.46.58  |
| 2000 | -          | 0.22.03 | 0.47.84  | 1.45.35  |
| 2001 | 0.24.47    | 0.22.14 | 0.48.43  | 1.45.80  |
| 2002 | 0.24.97    | 0.22.34 | 0.47.86  | 1.44.89  |
| 2003 | 0.24.48    | 0.22.29 | 0.48.39  | 1.46.32  |
| 2004 | -          | 0.22.56 | 0.48.17  | 1.45.23  |
| 2005 | -          | 0.23.82 | 0.49.34  | 1.46.23  |
| 2006 | -          | 0.22.69 | 0.48.94  | 1.45.65  |
| 2007 | 0.24.05    | 0.22.93 | 0.48.63  | 1.46.28  |
| 2008 | -          | 0.22.21 | 0.47.68  | 1.45.96  |

## Internationale erelijst
De data die gebruikt zijn voor de eerste versie van dit overzicht zijn ontleend aan de website van de Fédération Internationale de Natation (FINA) en de website Zwemkroniek ==

### 1993
- Jeugd Olympische Dagen in Valkenswaard/Eindhoven:
  -  100 meter vrije slag 52,91
  -  200 meter vrije slag 1.57,17
  -  4×100 meter vrije slag 51,91 (slotzwemmer)

### 1994
- Europese Jeugdkampioenschappen in Pardubice:
  -  100 meter vrije slag 50,85
  -  200 meter vrije slag 1.52,47
  -  400 meter vrije slag 3.56,45
  - Gediskwalificeerd op de 4×100 meter vrije slag 50,05 (slotzwemmer)
  - 6e 4×200 meter vrije slag 1.51,83 (slotzwemmer)

### 1995
- Europese kampioenschappen langebaan (50 meter) in Wenen:
  - 6e 100 meter vrije slag 50,58
  - 7e 200 meter vrije slag 1.50,57
  - 5e 4×100 meter vrije slag 49,59 (slotzwemmer)
  - 7e 4×200 meter vrije slag 1.50,75 (tweede zwemmer)
  - 8e 4×100 meter wisselslag 50,98 (slotzwemmer)

### 1996
- Olympische Spelen in Atlanta:
  - 9e in halve finale 50 meter vrije slag 22,67
  - 4e 100 meter vrije slag 49,13
  - 4e 200 meter vrije slag 1.48,36
  - 5e 4×100 meter vrije slag 48,29 (slotzwemmer)
  - 7e 4×200 meter vrije slag 1.49,25 (slotzwemmer)
  - 10e in series 4×100 meter wisselslag 48,98 (slotzwemmer)

### 1997
- Europese kampioenschappen langebaan (50 meter) in Sevilla:
  - Gediskwalificeerd op de 50 meter vrije slag
  - 5e 100 meter vrije slag 50,09
  - 9e 200 meter vrije slag 1.51,26
  -  4×100 meter vrije slag 49,39 (slotzwemmer)
  -  4×200 meter vrije slag 1.48,59 (slotzwemmer)

### 1998
- Wereldkampioenschappen langebaan (50 meter) in Perth:
  - 7e 50 meter vrije slag 22,83
  - 4e 100 meter vrije slag 49,59
  -  200 meter vrije slag 1.48,65
  - 5e 4×100 meter vrije slag 48,38 (slotzwemmer)
  -  4×200 meter vrije slag 1.48,36 (startzwemmer)
- Europese kampioenschappen kortebaan (25 meter) in Sheffield:
  -  50 meter vrije slag 21,87
  -  100 meter vrije slag 47,68
  -  200 meter vrije slag 1.44,00
  -  4×50 meter vrije slag 21,05 (slotzwemmer)

### 1999
- Wereldkampioenschappen kortebaan (25 meter) in Hongkong:
  - 5e 100 meter vrije slag 48,18
  -  200 meter vrije slag 1.44,39
  -  4×100 meter vrije slag 47,29 (slotzwemmer)
  -  4×200 meter vrije slag 1.45,06 (startzwemmer)
- Europese kampioenschappen langebaan (50 meter) in Istanboel:
  -  50 meter vrije slag 22,06
  -  50 meter vlinderslag 23,89
  -  100 meter vrije slag 48,47
  -  200 meter vrije slag 1.47,09
  -  4×100 meter vrije slag 47,31 (slotzwemmer)
  -  4×100 meter wisselslag 47,20 (slotzwemmer)
  - Gediskwalificeerd op de 4×200 meter vrije slag
- Europese kampioenschappen kortebaan (25 meter) in Lissabon:
  -  50 meter vrije slag 21,79
  -  100 meter vrije slag 47,20
  -  200 meter vrije slag 1.44,34
  -  4×50 meter vrije slag 20,93 (slotzwemmer)

### 2000
- Europese kampioenschappen langebaan in Helsinki:
  - 5e 50 meter vlinderslag 24,22
  -  50 meter vrije slag 22,35
  -  100 meter vrije slag 48,77
  -  200 meter vrije slag 1.47,62
  -  4×200 meter vrije slag 1.46,05 (slotzwemmer)
- Olympische Spelen in Sydney:
  -  50 meter vrije slag 22,03
  -  100 meter vrije slag 48,30
  -  200 meter vrije slag 1.45,35 (Wereldrecord)
  -  4×200 meter vrije slag 1.44,88 (slotzwemmer)
  - 4e 4×100 meter wisselslag 47,24 (slotzwemmer)

### 2001
- Wereldkampioenschappen langebaan (50 meter) in Fukuoka:
  -  50 meter vrije slag 22,16
  -  100 meter vrije slag 48,43
  -  200 meter vrije slag 1.45,81
  -  4×100 meter vrije slag 47,02 (slotzwemmer)
  - Gediskwalificeerd op de 4×200 meter vrije slag
- Europese kampioenschappen kortebaan (25 meter) in Antwerpen:
  -  50 meter vrije slag 21,65
  -  100 meter vrije slag 47,42
  -  200 meter vrije slag 1.42,46
  -  4×50 meter vrije slag 21,32 (slotzwemmer)

### 2002
- Europese kampioenschappen langebaan (50 meter) in Berlijn:
  - 4e 50 meter vrije slag 22,34
  -  100 meter vrije slag 47,86
  -  200 meter vrije slag 1.44,89
  - 4e 4×100 meter vrije slag 47,12 (slotzwemmer)

### 2003
- Wereldkampioenschappen langebaan (50 meter) in Barcelona:
  -  50 meter vrije slag 22,29
  -  100 meter vrije slag 48,68
  -  200 meter vrije slag 1.46,43
  - 5e 4×100 meter wisselslag 46,70 (slotzwemmer)
- Europese kampioenschappen kortebaan (25 meter) in Dublin:
  -  100 meter vrije slag 46,81
  -  200 meter vrije slag 1.41,89

### 2004
- Europese kampioenschappen langebaan (50 meter) in Madrid:
  -  100 meter vrije slag 49,33
  -  200 meter vrije slag 1.47,05
- Olympische Spelen in Athene:
  -  100 meter vrije slag 48,17
  -  200 meter vrije slag 1.45,23
  -  4×100 meter vrije slag 46,79 (slotzwemmer)
  - 17e in series 50 meter vrije slag 22,56

### 2006
- Europese kampioenschappen langebaan (50 meter) in Boedapest:
  -  100 meter vrije slag 48,94
  -  200 meter vrije slag 1.45,65
  - 14e halve finale 50 meter vrije slag 22,68
  - Gediskwalificeerd op de 4×100 meter vrije slag

### 2007
- Wereldkampioenschappen langebaan (50 meter) in Melbourne:
  - 6e 100 meter vrije slag 48,63
  -  200 meter vrije slag 1.46,28

### 2008
- Europese kampioenschappen langebaan (50 meter) in Eindhoven
  -  4 × 100 meter vrije slag 3.15,88 (slotzwemmer)
  - 20e in series 200 meter vrije slag 1.49,99
- Olympische Zomerspelen 2008 in Peking:
  - 5e plaats (en dus een olympisch diploma) in de finale van de 100 meter vrije slag 47,75
  - 10e in series 4 × 100 meter vrije slag 3.14,90

### Internationale toernooien
| Jaar | Olympische Spelen | WK langebaan                                                                                        | WK kortebaan                                                                 | EK langebaan | EK kortebaan                                                          |
| ---- | --- | --------------------------------------------------------------------------------------------------- | ---------------------------------------------------------------------------- | --- | --------------------------------------------------------------------- |
| 1995 | | | geen deelname                                                                | 6e 100m vrije slag 7e 200m vrije slag 5e4×100m vrije slag 7e 4×200m vrije slag 8e 4×100m wisselslag                                 |                                                                       |
| 1996 | 9e 50m vrije slag 4e 100m vrije slag 4e 200m vrije slag 5e 4×100m vrije slag 7e 4×200m vrije slag 10e 4×100m wisselslag | |                                                                              | | geen deelname                                                         |
| 1997 | | | geen deelname                                                                | Dq 50m vrije slag · 5e 100m vrije slag · 9e 200m vrije slag · 4×100m vrije slag · 4×200m vrije slag                                 |                                                                       |
| 1998 | | 7e 50m vrije slag · 4e 100m vrije slag · 200m vrije slag · 5e 4×100m vrije slag · 4×200m vrije slag |                                                                              | | 50m vrije slag · 100m vrije slag · 200m vrije slag · 4×50m vrije slag |
| 1999 | | | 5e 100m vrije slag · 200m vrije slag · 4×100m vrije slag · 4×200m vrije slag | 50m vrije slag · 100m vrije slag · 200m vrije slag · 50m vlinderslag · 4×100m vrije slag · Dq 4×200m vrije slag · 4×100m wisselslag | 50m vrije slag · 100m vrije slag · 200m vrije slag · 4×50m vrije slag |
| 2000 | 50m vrije slag · 100m vrije slag · 200m vrije slag · 4×200m vrije slag · 4e 4×100m wisselslag                           | | geen deelname                                                                | 50m vrije slag · 100m vrije slag · 200m vrije slag · 5e 50m vlinderslag · 4×200m vrije slag                                         | geen deelname                                                         |
| 2001 | | 50m vrije slag · 100m vrije slag · 200m vrije slag · 4×100m vrije slag · Dq 4×200m vrije slag       |                                                                              | | 50m vrije slag · 100m vrije slag · 200m vrije slag · 4×50m vrije slag |
| 2002 | | | geen deelname                                                                | 4e 50m vrije slag · 100m vrije slag · 200m vrije slag · 4e 4×100m vrije slag                                                        | geen deelname                                                         |
| 2003 | | 50m vrije slag · 100m vrije slag · 200m vrije slag · 5e 4×100m wisselslag                           |                                                                              | | 100m vrije slag · 200m vrije slag                                     |
| 2004 | 17e 50m vrije slag · 100m vrije slag · 200m vrije slag · 4×200m vrije slag                                              | | geen deelname                                                                | 100m vrije slag · 200m vrije slag                                                                                                   | geen deelname                                                         |
| 2005 | | geen deelname                                                                                       |                                                                              | | geen deelname                                                         |
| 2006 | | | geen deelname                                                                | 14e 50m vrije slag · 100m vrije slag · 200m vrije slag · Dq 4×100m vrije slag                                                       | geen deelname                                                         |
| 2007 | | 6e 100m vrije slag · 200m vrije slag                                                                |                                                                              | | geen deelname                                                         |
| 2008 | 5e 100m vrije slag 10e 4×100m vrije slag                                                                                | | geen deelname                                                                | 20e 200m vrije slag · 4×100m vrije slag                                                                                             | geen deelname                                                         |

1896: Alfréd Hajós ·
1908: Charles Daniels ·
1912: Duke Kahanamoku ·
1920: Duke Kahanamoku ·
1924: Johnny Weissmuller ·
1928: Johnny Weissmuller ·
1932: Yasuji Miyazaki ·
1936: Ferenc Csik ·
1948: Walter Ris ·
1952: Clarke Scholes ·
1956: Jon Henricks ·
1960: John Devitt ·
1964: Don Schollander ·
1968: Mike Wenden ·
1972: Mark Spitz ·
1976: Jim Montgomery ·
1980: Jörg Woithe ·
1984: Rowdy Gaines ·
1988: Matt Biondi ·
1992: Aleksandr Popov ·
1996: Aleksandr Popov ·
2000: Pieter van den Hoogenband ·
2004: Pieter van den Hoogenband ·
2008: Alain Bernard ·
2012: Nathan Adrian ·
2016: Kyle Chalmers ·
2020: Caeleb Dressel ·
2024: Pan Zhanle
1900: Frederick Lane ·
1968: Mike Wenden ·
1972: Mark Spitz ·
1976: Bruce Furniss ·
1980: Sergej Kopljakov ·
1984: Michael Groß ·
1988: Duncan Armstrong ·
1992: Jevgeni Sadovy ·
1996: Danyon Loader ·
2000: Pieter van den Hoogenband ·
2004: Ian Thorpe ·
2008: Michael Phelps ·
2012: Yannick Agnel ·
2016: Sun Yang  ·
2020: Thomas Dean ·
2024: David Popovici
- International Standard Name Identifier: 0000 0003 9179 9921
- Nederlandse Thesaurus van Auteursnamen: 257382593
- Virtual International Authority File: 285733979
- WorldCat: E39PBJy48hFVXhcydKX6yRhT73